# Ardila (Guadiana)
Der Ardila (spanisch Río Ardila) ist ein linker Nebenfluss des Guadiana, der sowohl durch Spanien als auch durch Portugal fließt. Er entspringt südlich von Monesterio in der Provinz Badajoz in der Extremadura. Sein Verlauf führt zunächst nach Norden. Bei Valencia del Ventoso ändert er seinen Weg in südwestliche Richtung, die er bis zur Mündung beibehält. 
Dabei durchquert er auf spanischen Gebiet die südlichen Teile der Gemeinden Jerez de los Caballeros und Oliva de la Frontera. Danach bildet er über 25 km hinweg die Grenze zu Portugal. Schließlich mündet er südlich des Alqueva-Stausees in der Nähe der portugiesischen Stadt Moura in den Guadiana. Sein wichtigster Nebenfluss ist der Benferre. Sein Einzugsgebiet umfasst eine Fläche von insgesamt 1.821,61 km², davon 1.043 km² in Spanien.